# André Pawlak
André Pawlak (* 12. Februar 1971 in Gelsenkirchen) ist ein ehemaliger deutscher Fußballspieler und heutiger -trainer. Er ist seit Juli 2024 Cheftrainer der deutschen U16-Nationalmannschaft.

## Karriere als Spieler
Pawlak spielte in den Spielzeiten 1988/89 und 1989/90 8 Mal für die SpVgg Erkenschwick in der drittklassigen Oberliga Westfalen. In der Rückrunde der Saison 1999/2000 folgten 8 Einsätze für die TSG Dülmen in der mittlerweile viertklassigen Oberliga Westfalen.

## Karriere als Trainer

### Aufstiegstrainer in Wattenscheid, Velbert und Uerdingen
Von 2002 bis 2010 war Pawlak in der Jugendabteilung des FC Schalke 04 tätig. Zur Saison 2010/11 übernahm er die erste Herrenmannschaft der SG Wattenscheid 09, die in der Vorsaison aus der fünftklassigen NRW-Liga in die Westfalenliga abgestiegen war. Nach einem 6. Platz in der ersten Saison gelang am Ende der Saison 2011/12 der Wiederaufstieg in die Fünftklassigkeit und am Ende der Saison 2012/13 der Durchmarsch in die Regionalliga West. Nach dem Klassenerhalt in der Saison 2013/14 verließ Pawlak den Verein.
Zur Saison 2014/15 übernahm Pawlak die SSVg Velbert, die aus der Regionalliga West in die Oberliga Niederrhein abgestiegen war, und erreichte als Meister den direkten Wiederaufstieg. Anfang April 2016 wurde er nach sechs Niederlagen in Folge entlassen. Die SSVg Velbert schloss die Saison 2015/16 auch ohne ihn auf dem 16. Platz ab und stieg ab.
Zur Saison 2016/17 übernahm Pawlak die Oberligamannschaft des KFC Uerdingen 05 und stieg mit ihr als Meister in die Regionalliga West auf. Anschließend wurde er – trotz einer Vertragsverlängerung im März 2017 – nach der Spielzeit von seinen Aufgaben entbunden.

### 1. FC Köln
Zur Saison 2017/18 übernahm Pawlak die B-Jugend (U17) des 1. FC Köln, die in der B-Junioren-Bundesliga spielte. Im Oktober 2017 übernahm er die zweite Mannschaft, die in der viertklassigen Regionalliga West gegen den Abstieg spielte. Unter Pawlak erreichte die Mannschaft den Klassenerhalt und schloss die Saison 2017/18 auf dem 14. Tabellenplatz ab.
Zur Saison 2018/19 gab Pawlak die Mannschaft an Markus Daun ab, um sich auf die  Fußballlehrer-Ausbildung zu konzentrieren. Nach der Freistellung von Daun übernahm er die Mannschaft im November 2018 erneut, die sich wie im Vorjahr im Abstiegskampf befand. Pawlak konnte die Mannschaft im weiteren Verlauf der Saison 2018/19 aus der Abstiegsregion führen und bestand im März 2019 die Fußballlehrer-Ausbildung.
Am 29. April 2019 übernahm Pawlak nach der Entlassung von Markus Anfang die auf dem 1. Tabellenplatz stehende Zweitligamannschaft als Interimstrainer für die letzten 3 Spieltage der Saison 2018/19. Zu diesem Zeitpunkt betrug der Vorsprung des FC jeweils sechs Punkte auf den Relegations- und den 4. Platz. In seinem ersten Spiel konnte der FC durch einen 4:0-Sieg bei der SpVgg Greuther Fürth die Zweitligameisterschaft und den direkten Wiederaufstieg perfekt machen.
Zur Saison 2019/20 wurde Achim Beierlorzer als neuer Cheftrainer verpflichtet, dessen Co-Trainer Pawlak wurde. Nach der Trennung von Beierlorzer im November 2019 verblieb Pawlak auch unter dessen Nachfolger Markus Gisdol im Trainerstab. Ebenso verblieb er im Trainerstab, als Mitte April 2021 Friedhelm Funkel bis zum Ende der Saison 2020/21 neuer Cheftrainer wurde. In der Saison 2021/22 assistierte Pawlak Steffen Baumgart. Von diesem trennte sich der Verein in der Winterpause der Saison 2023/24. Seit Januar 2024 war er der Co-Trainer von Timo Schultz. Nach dem Abstieg am Saisonende trennte sich der Verein vom Trainerteam.

### DFB
Im Juli 2024 wurde Pawlak Cheftrainer der deutschen U16-Nationalmannschaft.

## Erfolge als Trainer
- Meister der 2. Bundesliga und Aufstieg in die Bundesliga: 2019 (mit dem 1. FC Köln)
- Aufstieg in die Regionalliga West: 2013 (mit der SG Wattenscheid 09), 2015 (mit der SSVg Velbert), 2017 (mit dem KFC Uerdingen 05)
  - davon Meister der Oberliga Niederrhein: 2015, 2017
- Meister der Westfalenliga – Staffel 2 und Aufstieg in die Oberliga Westfalen: 2012 (mit der SG Wattenscheid 09)

## Sonstiges
Pawlak ist Diplom-Sportlehrer und arbeitete als Sport- und Chemielehrer an einer Schule in Herten-Westerholt. Mit seinem Wechsel zum 1. FC Köln im Sommer 2017 hat er sich beurlauben lassen und ist seither hauptberuflich Fußballtrainer.